# The Neighbourhood
The Neighbourhood (ook "THE NBHD" genoemd) is een Amerikaanse rockband ontstaan in augustus 2011. De band bestaat uit zanger Jesse Rutherford, gitarist Jeremy Freedman en Zach Abels, bassist Mikey Margott en drummer Brandon Fried. Na twee ep's uitgebracht te hebben, brachten ze 23 april 2013 bij Columbia Records hun debuutalbum I Love You uit. Op 16 januari 2014 maakte de band via sociale media bekend dat drummer Bryan Sammis de band ging vertrekken om een solocarrière te beginnen.

## Geschiedenis
Begin 2012, bracht The Neighbourhood "Female Robbery" en "Sweater Weather" uit. In mei 2012 verscheen een zelf uitgebrachte gratis ep getiteld I'm Sorry... De debuut-ep werd geproduceerd door Justyn Pilbrow.
I Love You verscheen op 23 april 2013 en kwam binnen op nummer 39 in de Billboard 200. Op 27 juni 2013 speelde The Neighbourhood de single "Sweater Weather" in het tv-praatprogramma Jimmy Kimmel Live!.
Begin juni 2013 bereikte "Sweater Weather" de hitlijsten. Het kwam op nummer 1 in de Billboard-lijst Alternative Songs en in de top 10 van de Billboards Heartseekers Songs. Rolling Stone omschreef I Love You als stemmig en sfeervol. De video van de single "Sweather Weather" kwam uit op 5 maart 2013. De band staat bekend om het uitdragen van zwart en wit, door middel van muziek, artwork en video's. De eind 2013 verschenen ep The Love Collection bestaat uit drie nummers: "West Coast", "No Grey" en "$ting".
De bandleden gebruiken op advies van hun manager de Britse spelling neighbourhood, om zich te onderscheiden van een band die al de Amerikaanse spelling gebruikt.
In april 2014 verscheen de single "Honest" voor de soundtrack van de superheldenfilm The Amazing Spider-Man 2 (2014). Rond dezelfde tijd kwam de band met het plan om te experimenteren met een mixtapealbum getiteld #00000 & #fffff (de codes voor zwart en wit).
In april 2014 werd bekendgemaakt dat "Sweater Weather" dubbel platina was geworden.

### Tournees en optredens
In aanloop naar de verschijning van het debuutalbum I Love You trad The Neighbourhood in 2013 op op het festival Coachella.
In april 2013 maakte de groep bekend dat de zomertournee van dat jaar The Love Collection Tour ging heten en dat die samen zou zijn met Lovelife, The 1975 en JMSN.
In juli en september 2013 ging The Neighbourhood op tournee met Imagine Dragons. Bovendien traden ze die zomer in Canada op.
Ze maakten eind april en in mei 2014 een Europese tournee. Ze speelden daarbij onder andere in Parijs, Lissabon, Liverpool, Londen, Brighton, Amsterdam, Moskou, Warschau en ten slotte Krakau.
Ook in het najaar van 2015 maakten ze een Europese tournee. Op 19 november waren ze te zien in de Melkweg in Amsterdam.
Op 15 maart 2016 waren ze met hun album Wiped out! in TivoliVredenburg in Utrecht. In het voorprogramma speelde de New Yorkse band MOTXHR.

## Discografie

### Studioalbums
- I Love You bij Columbia Records (2013)
- Wiped Out! bij Columbia Records (2015)
- The Neighbourhood bij Columbia Records (2019)
- Chip Chrome & the Mono-Tones bij Columbia Records (2020)

### Mixtapes
- #000000 & #FFFFFF (2014)

### Singles
- Female Robbery (2012)
- Sweater Weather (2012) - RIAA: 9× platina
- Let It Go (2013)
- Afraid (2013) - RIAA: platina
- R.I.P. 2 My Youth (2015) - RIAA: goud
- Daddy Issues (2015) - RIAA: 2× platina
- Scary Love (2017)
- Livin' in a Dream (2018)
- Middle of Somewhere (2019)
- Yellow Box (2019)
- Cherry Flavoured (2020)
- Lost in Translation (2020)
- Stargazing (2020)
- Fallen Star (2021)